# Проезд Сокольнического Круга
Прое́зд Соко́льнического Кру́га — проезд в Восточном административном округе города Москвы на территории района Сокольники.
Проезд получил современное название до 1917 года по своей форме. Ранее назывался Проезд Сокольничьего Круга.

## Расположение
Проезд Сокольнического Круга расположен в южной части территории парка «Сокольники» и представляет собой круг, от которого радиально отходят на запад и северо-запад Песочная аллея, 1-й, 2-й и 3-й Лучевые просеки, на север и северо-восток — 5-й и 6-й Лучевые и Майский просеки, а с юго-востока к проезду примыкает Сокольнический Павильонный проезд, соединяющий проезд с улицами Сокольнический Вал и Олений Вал, Сокольнической площадью и Богородским шоссе. В центре образованного проездом круга установлен фонтан.

## Транспорт
По проезду Сокольнического Круга не проходят маршруты наземного общественного транспорта. Южнее проезда расположены остановка «ПКиО Сокольники» автобусных маршрутов №№ с633, 40, 78, 140, 265, 975 (на улице Сокольнический Вал), остановка "ПКиО Сокольники" автобусного маршрута с675 (на Богородском шоссе), остановка "Сокольническая Застава" автобусных маршрутов №№ е66, с633 т32, 78, 140, 265, 975 (на Сокольнической площади), остановка «Метро „Сокольники“» автобусных маршрутов №№ е66, с633 т32, 78, 140, 265, 975 (на Сокольнической площади), кольцо «Сокольническая Застава» трамвайных маршрутов №№ 25, 43 (на улице Олений Вал) и одноимённая остановка трамвайного маршрута № 4. Южнее проезда, на Сокольнической площади, — станции метро «Сокольники» Сокольнической линии и «Сокольники» Большой кольцевой линии.

## Фотогалерея
| - Проезд Сокольнического Круга |